# ألبرت برغر (سياسي)
ألبرت برغر هو سياسي ألماني، ولد في 23 فبراير 1925 في Waldkirch ‏ في ألمانيا، وتوفي في 10 أكتوبر 1981 في فرايبورغ في ألمانيا. نشط حزبياً في الاتحاد الديمقراطي المسيحي. وقد انتخب عضو مجلس الشورى الموحد بادن فورتمبيرغ ‏ وانتخب عضو في البوندستاغ الألماني خلال فترته النيابية ‏ (19 أكتوبر 1965 – 19 أكتوبر 1969).